# Prognostika
Prognostika je věda o formulování prognóz.
Její zařazení mezi samostatné vědecké disciplíny je přinejmenším sporné. V anglosaském světě je prognostika (= forecasting) považována za postup použitelný v mnoha oborech vědy a podnikání. Pouze v zemích komunistického bloku získala prognostika přechodně (v 80. letech 20. století) význam, který ji stavěl na úroveň ostatních společenských věd.
Doménou československé prognostiky byl Prognostický ústav ČSAV, v němž působili mj. někteří pozdější polistopadoví politici, a to především ekonomové (Valtr Komárek (od roku 1984 ředitel), Tomáš Ježek (1986–1989), Václav Klaus (od roku 1987), Miloš Zeman (1990–1993) aj.), ale např. i historik a filosof Miloslav Ransdorf (1984–1992).
Pokračovatelem PÚ ČSAV je na Slovensku Prognostický ústav Slovenské akademie věd (PÚ SAV) založený 1. ledna 1989,, v Česku se prognózováním zabývá např. Centrum pro sociální a ekonomické strategie FSV UK (CESES), Kabinet pro studium vědy, techniky a společnosti Filosofického ústavu AV ČR, Centrum globálních studií (společné pracoviště Filosofického ústavu Akademie věd ČR a Univerzity Karlovy) nebo Centrum pro teoretická studia (společné pracoviště Univerzity Karlovy v Praze a Akademie věd České republiky).
Společným znakem prognostiky v různých oborech je používání metod matematické statistiky.

## Typologie prognostických metod

### Kvantitativní metody
Kvantitativní prognostické metody jsou hojně využívány v situacích, kdy jsou dostupná v dostatečné míře a kvalitě data o vývoji sledované veličiny v minulosti. Jejich cílem je za pomoci matematické statistiky vytvořit modely, které poskytnou přehled o pravděpodobném vývoji veličiny. Klíčovým předpokladem je to, že alespoň některé z faktorů, které ovlivňovaly vývoj sledované veličiny v minulosti, budou podobným způsobem přetrvávat i do budoucna.
V současné době jsou kvantitativní predikční modely využívány například pro měnověpolitické rozhodování centrálních bank, mj. také České národní banky.
Obecně lze kvantitativní modely dělit na modely časových řad a asociativní modely.

#### Modely časových řad
K modelování časových řad je dostupná celá řada matematických postupů, a to od jednoduchých až po velice komplikované. Jednotlivé přístupy jsou často přesnější při predikci určitého typu časové řady, a tak nelze jednoznačně stanovit obecně "nejpřesnější" model.
Je možné identifikovat čtyři jednoduché modely, které mohou sloužit k validaci komplexnějších modelů (tj. ověření, zda za tuto komplexitu zároveň poskytují větší přesnost):
1. Metoda průměru - predikovaná hodnota sledované veličiny je pro každý bod v budoucnosti stanovena jako aritmetický průměr historických hodnot.
2. Naivní metoda - predikovaná hodnota sledované veličiny je pro každý bod v budoucnosti stanovena jako poslední známá hodnota.
3. Sezónně naivní metoda - predikovaná hodnota sledované veličiny je pro každý bod v budoucnosti stanovena jako poslední známá hodnota ve stejné sezóně.
4. Metoda driftu - výchozím bodem pro prognózu metodou driftu je poslední známá hodnota. Od této jsou budoucí hodnoty odvozeny tak, že každá další hodnota vychází z hodnoty v předchozím bodě upravené o průměrnou změnu mezi jednotlivými hodnotami v minulosti.

Další modely časových řad, jako je například model autoregresního integrovaného klouzavého průměru (ARIMA), vyžadují mnohem komplexnější matematickou statistiku modelování. Jejich vývoj neustále pokračuje, zmínit lze např. model Prophet vyvíjený týmem Facebooku, který prochází iteracemi již od roku 2017.

#### Asociativní modely
Na rozdíl od modelů časových řad, které se věnují zpracování sady dat jedné veličiny, umožňují asociativní modely explicitně reflektovat vztahy mezi několika veličinami. Nejčastějšími asociativními modely pro kvantitativní prognostiku jsou regresní analýzy.

### Kvalitativní metody
Kvalitativní metody vychází primárně z úsudku a znalostí expertů či spotřebitelů. Používány jsou především v situacích, kdy nejsou dostupná historická data, nebo je problematika víceoborová či existuje důvodný předpoklad, že sledovaná veličina se v budoucnu bude vyvíjet odlišně, než doposud.
Ačkoliv jsou kvalitativní metody z principu do určité míry subjektivní, jejich postavení a využívání se v posledních dekádách výrazně zvedlo. Mezi metodami s největší popularitou patří mj.
- Metoda Delphi
- Cookova metoda (Classical Model for Structured Expert Judgement)[9]
- Prognostika příměrem
- Plánování scénářů
- Statistické průzkumy (např. průzkumy veřejného mínění)
- Pravděpodobnostní forecasting, např. v rámci forecastingových turnajů či predikčních trhů

## Využití prognostických modelů
Kvantitativní i kvalitativní progrostické výstupy jsou hojně využívány napříč různými odvětvími. Mezi nejčastější aplikace patří například:
- Plánování dodavatelských řetězců
- Předpověď poptávky
- Ekonomické prognózy
- Prognózy poptávky po elektřině
- Finanční prognózy (např. úvěrový rating)
- Prognózy sportovních výkonů
- Politické prognózy
- Prognózy prodeje
- Předpovědi počasí

## Definice Miloše Zemana z rozhovoru v časopise TÝDEN
„Tato otázka signalizuje absolutní neznalost prognostiky, protože prognostika není o tom, co se stane, ale o tom, co by se mohlo stát.“

## Prognostik
Prognostik je osoba vykonávající prognostiku. Většinou jde o osobu s ekonomickým, sociologickým, politologickým, geografickým či podobným vzděláním a/nebo s praxí v těchto oborech. Je to často absolvent odpovídající vysoké školy.
Prognostik formuluje prognózy.
Předmětem prognózy bývá zejména: vývoj rozhodujících veličin ekonomického systému (podniku či národního hospodářství), vývoj sociologických či politických systémů.